# Sainte-Foy-la-Longue
Sainte-Foy-la-Longue is een gemeente in het Franse departement Gironde (regio Nouvelle-Aquitaine) en telt 138 inwoners (2005). De plaats maakt deel uit van het arrondissement Langon.

## Geografie
De oppervlakte van Sainte-Foy-la-Longue bedraagt 9,4 km², de bevolkingsdichtheid is 14,7 inwoners per km².
De onderstaande kaart toont de ligging van Sainte-Foy-la-Longue met de belangrijkste infrastructuur en aangrenzende gemeenten.

## Demografie
Onderstaande figuur toont het verloop van het inwonertal (bron: INSEE-tellingen).